# Keizerpoort

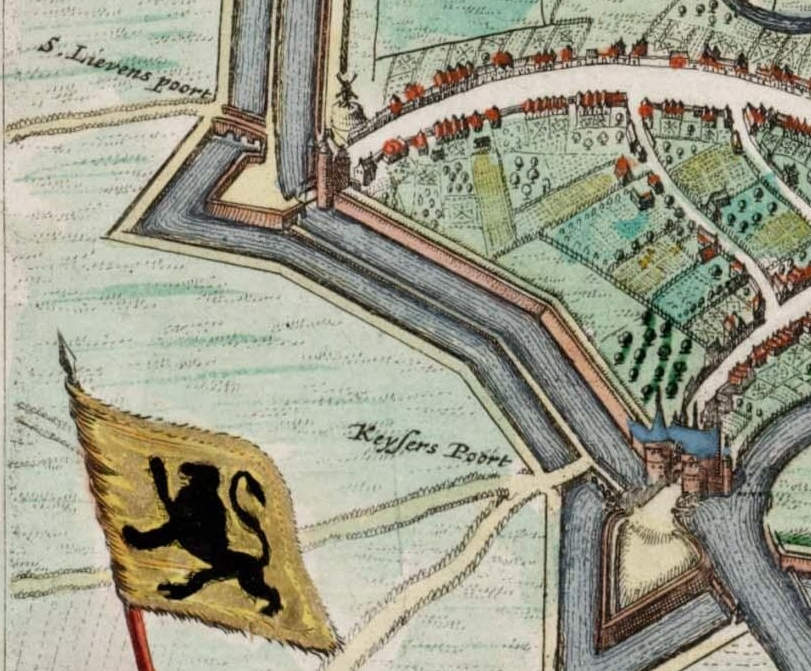
Keizerpoort en Sint-Lievenspoort, Atlas van Loon, 1649

De Keizerpoort of Brusselse Poort is een kruispunt en verdwenen stadspoort van de Belgische stad Gent. De Keizerpoort vormde een zuidoostelijke toegang tot de stadskern.
Over het kruispunt loopt een zuidoostelijke uitvalsweg uit de stadskern, de Brusselsepoortstraat, die er overgaat in de Brusselsesteenweg (N9). De weg kruist er de stadsring R40, die ten zuidwesten van het kruispunt de naam Keizervest draagt en ten noordoosten de naam Vlaamsekaai. Het doorgaand verkeer van de R40 steekt via het Keizerviaduct het kruispunt over. Langs de Keizerpoort loopt ook tramlijn T2 de stadskern uit.
De Keizerpoort ligt tegen de Scheldedoorsteek tussen de Muinkschelde, de tak van de Schelde die Gent binnenstroomt, en de Benedenschelde, de tak die de stad weer uitstroomt net naast de Keizerpoort. Enkele honderden meter ten zuidwesten van de Keizerpoort bevindt zich de Sint-Lievenspoort.

## Geschiedenis
De plaats bevond zich in de middeleeuwen ten zuidoosten van de stadskern op "het Zand", een zandige hoogte tussen de Oude Schelde die iets ten westen in noordelijke richting naar de stad stroomde en de Neerschelde, die net ten westen weer in zuidelijke richting de stad verliet.
In de 13de eeuw breidde de stad Gent uit en de stadsomheining reikte nu tot aan het Scheldeken, een van de verbindingen in west-oostrichting tussen Oude Schelde en Nederschelde. De Vijfwindgatenpoort werd hier de stadspoort. In de 14de eeuw werd de stad nog vergroot en ook het Zand en de heerlijkheid Ravenschoot werden ingelijfd. De stadsomheining kwam nu nog een halve kilometer verder zuidwaarts te liggen en de Vijfwindgatenpoort verloor alweer zijn functie. Een verdedigingsgracht werd in 1378-1384 gegraven tussen de Oude Schelde en Nederschelde. Hier kwamen nu twee nieuwe stadspoorten, namelijk de Keizerpoort en de Sint-Lievenspoort. Door de Keizerpoort of Brusselsepoort liep een uitvalsweg richting Brussel.
In de 16de eeuw werden de omwallingen op verschillende plaatsen uitgebouwd en versterkt. De Sint-Lievens- en Keizerpoort kregen in 1578 een bolwerk.
Op het eind van de 18de eeuw werden onder keizer Jozef II de omwallingen afgebouwd en de poort werd gesloopt omstreeks 1790. In 1806 kwam hier een tolpoort, bestaande uit een ijzeren hek met ernaast twee paviljoenen. In 1860 werd het octrooirecht afgeschaft en ook deze poort verdween. Na de sloop van de stadswallen werd langs de Scheldedoorsteek een boulevard aangelegd, die later deel ging uitmaken van de stadsring R40. In de 20ste eeuw werd over de Keizerpoort een viaduct gebouwd voor het doorgaand verkeer op de stadsring.